# La Plata Prog (Festival de Rock Progresivo Ciudad de La Plata)
La Plata Prog (Festival de Rock Progresivo Ciudad de La Plata) es un festival de rock progresivo que se realiza en La Plata (Buenos Aires), Argentina.
Este festival está organizado por el Colectivo Progresivo Platense, grupo de bandas independientes de la ciudad de La Plata, cultoras y promotoras del Género Progresivo. 
Con tan solo tres ediciones este festival por su repercusión se ha convertido en uno de los festivales más importantes de Argentina y de Sudamérica.
El objetivo de este festival es mostrar la importante propuesta musical en materia de rock progresivo, sinfónico y otros géneros relacionados (Jazz-rock, Jazz fusión), que brinda la ciudad de La Plata, la que, que según varias publicaciones, se ha mencionado como "La Capital del Rock Progresivo Argentino".
Paralelmente se desarrolla una interesante política de intercambio, que trae bandas de todas partes de América, a los escenarios platenses.
De esta forma se muestran las múltiples manifestaciones que en materia de rock progresivo, se vienen desarrollando en toda la República Argentina y Sud América.
La importancia de este evento radica no solo en la creciente convocatoria que viene dándose, sino también en que siendo el rock progresivo un estilo de carácter más bien "under" , ha tenido una gran repercusión tanto local como internacional en todos los medios tanto locales como especializados.

## Historia de La Plata Prog

### 1.ª edición, 2010
La primera edición de La Plata Prog, realizada en 2010 bajo la incipiente formación del Colectivo Progresivo Platense, se hizo en tres fechas, durante el mes de octubre.
22 de octubre: Con la presentación de Baalbek, Sugar Mice y Post Mortem en "565" bar.
24 de octubre: Akenathon, Big Machine, y Baalbek.En Plaza Islas Malvinas
6 de noviembre: Akenathon y Pupa, en el Pasaje Dardo Rocha de La Plata.
A pesar de la ausencia inesperada de Pupa, el resto del Festival se desarrolló sin ningún inconveniente y con un éxito en convocatoria y repercusión que predijo lo que sería la segunda Edición.
| 22 de octubre | 24 de octubre | 6 de noviembre |
| ------------- | ------------- | -------------- |
| Baalbek       | Akenathon     | Pupa           |
| Sugar Mice    | Big Machine   | Akenathon      |
| Post Mortem   | Baalbek       |                |
|               |               |                |

### La Plata Prog 2.ª edición, 2011
La segunda edición de este festival, precedida por el éxito de la primera, mostró un impresionante crecimiento.
Una característica que se destacó en todos los medios que cubrieron el evento, fue su desarrollo en diferentes escenarios de esta capital cultural sudamericana.
Desde el mítico Pasaje Dardo Rocha, hasta el Centro Cultural Islas Malvinas, pasando por El rincón de los Amigos, y la pintoresca Estación Provincial de Ferrocarril, los escenarios fueron protagonistas de este festival y sirvieron para mostrar a los visitantes distintas facetas de esta capital cultural.

...es más que salir a tocar. Es dar a la gente un espectáculo con la mayor cantidad de condimentos posibles. El LPP 2011 supo cómo hacerlo con varios millones menos el ex Pink Floyd (Roger Waters). La variedad de escenarios fue un guiño importante y brindó un amplio recorrido por algunas de las catedrales del rock local.

Gonzalo Bustos (Revista De Garage N° 47 Octubre 2011

El festival se desarrolló en nueve fechas durante todo el mes de septiembre, esto implicó un importanten despliegue y una inusitada apuesta en lo que al rock progresivo se refiere. 
Se sucedieron veintiún bandas (21) en nueve noches, todas a sala llena entre los días 2 y 24 de septiembre de 2011.
La mitad de las bandas fueron platenses, la otra mitad del resto de la Argentina.
La Secretaría de Cultura de La Municipalidad de La Plata y el Instituto de Cultura de La Provincia de Buenos Aires apoyaron y auspiciaron esta muestra de música.
| 2 de setiembre     | 3 de setiembre         | 4 de setiembre           | 11 de setiembre                              | 16 de setiembre      | 17 de setiembre | 18 de setiembre              | 23 de setiembre                            | 24 de setiembre Cierre al Aire Libre |
| ------------------ | ---------------------- | ------------------------ | -------------------------------------------- | -------------------- | --------------- | ---------------------------- | ------------------------------------------ | ------------------------------------ |
| Baalbek(La Plata)  | Post Mortem (La Plata) | Hexatónica (La Plata)    | Trial X (La Plata)                           | Akenathon (La Plata) | Fahrenheit      | Sugar Mice (La Plata)        | La Increíble Fuga de triángulos (La Plata) | ATempo                               |
| Láquesis (Rosario) | Fughu (Cap. Fed)       | Raza Truncka (Salto)     | San Martín - Refay - Lima - Gulich(Cap. Fed) | Tanger (Cap. Fed)    | Big Machine     | ATempo (Cap. Fed)            | La Fábula Ciudadana (Cap. Fed.)            | Bandgladesh (La Plata)               |
|                    |                        | Jinetes Negros(Cap. Fed) | Uranian (Bahía Blanca)                       |                      |                 | Dragón de Hierro (Chascomús) |                                            | Akenathon                            |
|                    |                        |                          |                                              |                      |                 |                              |                                            | Sugar Mice (La Plata)                |
|                    |                        |                          |                                              |                      |                 |                              |                                            | Big Machine (La Plata)               |
|                    |                        |                          |                                              |                      |                 |                              |                                            | Baalbek                              |
|                    |                        |                          |                                              |                      |                 |                              |                                            | Contraluz                            |

La variada convocatoria de bandas sumada a lo amplio de la propuesta hizo de esta edición un éxito en afluencia de público de muy diversas edades.
El rock progresivo Argentino mostró aquí su capacidad de multiplicar las propuestas, desde el Hard Progresivo (Big Machine, Fughu), y el metal progresivo (Post Mortem), al folclore progresivo (Raza Truncka) o el Jazz Rock Progresivo de Baalbek, pasando por el Tango Progresivo (La Fábula Ciudadana), las grandes bandas épicas como Jinetes Negros o el más y abarcativo estilo de Akenathon o de Bandgladesh. 
El costado más clásico de rock progresivo lo mostraron bandas como Hexatónica, Uranian, Láquesis, ATempo y San Martín Refay Lima Gulich (un combo estrenado para la ocasión del festival).
La convocatoria para la segunda edición superó todas las expectativas de los organizadores, debiendo en muchos conciertos permanecer público afuera de las salas.
Como testimonio de este Festival se filmó un documental.
El cierre del evento se realizó en el Centro Cultural Estación Provincial y estuvo a cargo de las bandas organizadoras (Akenathon , Baalbek, Sugar Mice, Big Machine ) sumándose ATempo y Bandgladesh.
Pero el plato fuerte fue la aparición en vivo de la legendaria banda Contraluz.
En un ámbito con un clima especial, lleno de emoción por este hecho histórico, Contraluz presentó Novus Orbis, su último trabajo de estudio y cosechó los aplausos de un público repetuoso y atento, como el que acompañó todos los conciertos de este Festival.

... a la hora de la cena llegó el plato fuerte. El último bocado quedó a cargo de Contraluz, mítica banda de rock progresivo de los ´70. Al aire libre, con la luna flotando en el cielo y la música sonando por 72 se despidió un festival que encantó a La Plata con sus armonías y que promete volver a hacerlo en 2012 antes que todo se acabe.

Gonzalo Bustos (Revista De Garage N° 47 Octubre 2011)

Como ilustra esta publicación este festival marca un hito en la escena del Rock Progresivo Argentino y Sudamericano.

### La Plata Prog 3.ª edición, 2012
En 2012 se realizó la tercera edición de este evento Internacional.
Otra vez fueron varios los escenarios que fueron conquistados por el rock progresivo. El Pasaje Dardo Rocha (Salas Auditorio y Polivalente, El Centro Cultural Islas Malvinas, El Centro Cultural Crisoles, El Teatro-Bar y Caetano Bar.
Treinta y cinco bandas Argentinas y Sudamericanas se encontraron para celebrar la fiesta más grande de Rock Progresivo en la historia de Sud América.
Bandas de Uruguay, Brasil, Chile y México que se hospedaron en la ciudad, se dieron cita en este evento sumadas a las bandas de todos los puntos de Argentina.
Doce conciertos desarrollados cada viernes, sábado y domingo de octubre de 2012 dieron a La Plata la confirmación del título de Capital del Rock Progresivo Sud Americano.
En un acontecimiento sin precedentes el público de la ciudad y el turismo acogieron calurosamente la propuesta dando un total y absoluto respaldo en cada noche y en cada sala.
El cierre del evento se realizó el 28 de octubre en el Salón Auditorio del Pasaje Dardo Rocha, imponente escenario histórico y cultural de la ciudad que , colmado por el público, recibió a las bandas más emblemáticas de la escena progresiva Argentina.
Baalbek, Big Machine, Akenathon y Nexus se sucedieron en un concierto inolvidable para los amantes del mejor rock progresivo que colmaron la sala.

...La tercera edición del "único" festival de rock progresivo del mundo tuvo en las bandas del interior las sorpresas, en las visitas internacionales el lujo y en los clásico locales el alma de la movida que contó con ¡12 fechas! a lo largo de todo Octubre.

Por Gonzalo Bustos / Pablo Maldonado (Revista De Garage Noviembre 2012

La Secretaría de Cultura de La Municipalidad de La Plata y el Instituto de Cultura de La Provincia de Buenos Aires apoyaron y auspiciaron esta muestra de música.
En 2013 El Colectivo Progresivo Platense anunció la repetición de este evento con más figuras Nacionales e Internacionales.
| 5 de octubre         | 6 de octubre                         | 7 de octubre                        | 12 de octubre        | 13 de octubre                | 14 de octubre       | 19 de octubre          | 20 de octubre         | 21 de octubre           | 26 de octubre          | 27 de octubre                   | 28 de octubre CIERRE |  |
| -------------------- | ------------------------------------ | ----------------------------------- | -------------------- | ---------------------------- | ------------------- | ---------------------- | --------------------- | ----------------------- | ---------------------- | ------------------------------- | -------------------- |  |
| Ámbar(La Plata)      | Baalbek (La Plata)                   | La Progre (La Plata)                | Akenathon (La Plata) | Post Mortem (La Plata)       | Trial X (La Plata)  | Big Machine (La Plata) | Fahrenheit (La Plata) | Sugar Mice(La Plata)    | Bandgladesh (La Plata) | Hexatónica (La Plata)           | Baalbek (La Plata)   |  |
| Raza Truncka (Salto) | The Fallen Angels Proyect (La Plata) | ATempo (Cap. Fed)]]                 | Áuryn(Quilmes)       | Thabú (Cap. Fed)             | Pulsónica(Cap. Fed) | Idaea (Cap. Fed.)      | Marania (Cap. Fed.)   | Roascio RCM (Cap. Fed.) | Láquesis (Rosario)     | Vanished From Earth (Cap. Fed.) | Big Machine          |  |
| Eytan(Cap. Fed)      | Seven Side Diamonds (Brasil)         | Orquesta Pera Reflexiva (Cap. Fed.) | Coda (Uruguay)       | Dragón de Hierro (Chascomús) |                     | Aurea Hybride (México) | Chaneton (Cap. Fed.)  |                         | Aequo (Chile)          | Jinetes Negros (Cap. Fed.)      | Akenathon            |  |
|                      |                                      |                                     |                      |                              |                     |                        |                       |                         |                        |                                 | Nexus(Cap. Fed.)     |  |